# Ombretta Fumagalli Carulli
Ombretta Fumagalli Carulli (Meda, Lombardía, 5 de marzo de 1944-Milán, 16 de marzo de 2021) fue una jurista, académica y política italiana.

## Biografía
Licenciada en Derecho por la Universidad Católica del Sagrado Corazón de Milán en 1966, unos años después, en 1975 fue la primera mujer en Italia en ostentar una cátedra universitaria de Derecho canónico; antes lo fue de la Universidad de Ferrara y luego pasó a la Católica de Milán, en la cual asumió también la cátedra de legislación eclesiástica. En 1981 fue elegida miembro del Consejo Superior de la Magistratura (primera mujer del CSM), donde permaneció hasta 1986, presidiendo la Comisión de Directivas Europeas y fundando el Comité Antimafia.
En el 1987 comenzó su carrera política, convirtiéndose en diputada por la Democracia Cristiana. En 1992 volvió a salir elegida como diputada del Palazzo Montecitorio y al año siguiente fue nombrada Subsecretaria del Ministerio de Correos y Telecomunicaciones en el Gobierno Ciampi.
En 1994 se adhirió al Centro Cristiano Democrático de Pier Ferdinando Casini y fue reelegida diputada por las listas de Forza Italia; así pues se convirtió en Subsecretaria de Protección Civil en el Primer Gobierno Berlusconi.
En 1996 fue elegida senadora, en representación de la coalición de centro-derecha Polo por las Libertades, pero en 1997 abandonó la formación para recalar en Renovación Italiana de Lamberto Dini. En 1999 se convirtió en parte del gobierno, D'Alema II, como subsecretario en el Ministerio del interior (delegada para la libertad religiosa y para el personal de la prefectura); en 2000, asumió el cargo de subsecretario en el Ministerio de Salud (delegado de los problemas de la prevención, así como en nutrición y medicina veterinaria) en el Gobierno Seres II.
En 2001, al término del mandato parlamentario, volvió a la Universidad Católica de Milán, donde continuó impartiendo clases de Derecho eclesiástico y Derecho canónico. 
Fue autora de más de cien publicaciones de carácter académico, religioso y social. En abril de 2003 fue nombrada por papa Juan Pablo II académica pontificia en la Pontificia Academia de Ciencias Sociales.
En julio de 2007, junto con otras 200 personas, profesores, periodistas y escritores, firmó un llamamiento contra el director adjunto del Corriere della Sera Magdi Allam, y su libro, Viva Israel. Después de apartarse de la política activa, se unió a la Unión del Centro.
En 2012 se convirtió en la presidenta de la reactivada Democracia Cristiana, dirigida por Giovanni Angelo Fontana.
Desde 2010 fue gerente de la Institución jurídica de la Universidad Católica del Sagrado Corazón de Milán. Fue miembro del Comité Ético del Global Catholic Ethical Based Fund de JP Morgan, así como de diversas sociedades científicas y comités de revistas jurídicas.
Fue presidenta de la Asociación Cultural Giuseppe Dossetti: i Valori y de la Associazione per la prevenzione e la cura dell'epatite virale Beatrice Vitiello.
Colaboró como publicista en los diarios el Periódico, Dar lugar y El Observador Romano.
Murió en Milán el 16 de marzo de 2021.